# ようこそ夢街名曲堂へ!
ようこそ夢街名曲堂へ!（ようこそゆめまちめいきょくどうへ!）は、静岡エフエム放送（K-mix）で毎週土曜日21:00 - 21:55に放送されているラジオ番組である。

## 概要
2001年4月より放送開始された音楽番組・トーク番組である。
東京にある架空のレコード店「夢街名曲堂」を舞台に、ゲストを招いての音楽談義をメインに、ノンジャンルの音楽をこだわりの選曲で紹介する。
番組の収録は都内のレコーディングスタジオで行っている。それまで番組のイベント以外で公開収録を行うことは無かったが、2015年4月より「出張夢街カフェ」と称して定期的に公開収録を開始している。
2020年6月9日放送(K-mix)で、放送開始から1000回を迎えた。
2021年4月に放送開始から20周年を迎えた。
2010年4月より月曜日28:00-28:55に再放送が行われていたが、2021年の番組改編に伴い｢Chageの音道｣(JFN系列)をK-mixで放送することになり、同番組の再放送は終了となった。

## パーソナリティ
- オーナー：長門芳郎[1][2]（Believe in Magic代表／ドリームズヴィル[3]） - 企画・選曲
- 店長：土橋一夫[4]（Surf's Up Design代表） - 企画・選曲・構成

## コーナー
- 土橋一夫のMagical Pop Selection
- 長門芳郎の魔法を信じるかい？

## 放送局・放送時間
現在
- K-mix - 土曜21:00 - 21:55

過去
- STAR digio Ch400（d-NAVI STATION） - 水曜22:00-23:00、再放送：土曜10:00-11:00

2002年4月-2009年3月
- FMりべーる - 日曜18:00-19:00
- FMくしろ - 日曜18:00-19:00
- Vigo FM - 日曜18:00-19:00
- FM TARO - 水曜16:00-17:00
- いせさきFM - 日曜18:00-19:00
- FMわっち - 日曜18:00-19:00
- FMちゃお - 水曜22:00-23:00
- Pitch FM - 水曜16:00-17:00
- FMうじ - 日曜18:00-19:00
- FM PORT - 日曜16:00 - 17:00（2015年10月 - 2020年6月28日[5]）